# Филютка
Филютка (укр. Філютка) — посёлок, входит в Погребищенский район Винницкой области Украины.
Население по переписи 2001 года составляло 2 человека. Почтовый индекс — 22252. Телефонный код — 4346. Код КОАТУУ — 523480603.

## Местный совет
22255, Вінницька обл., Погребищенський р-н, с. Андрушівка, вул. Калініна, 2а